# Історія Гребінки

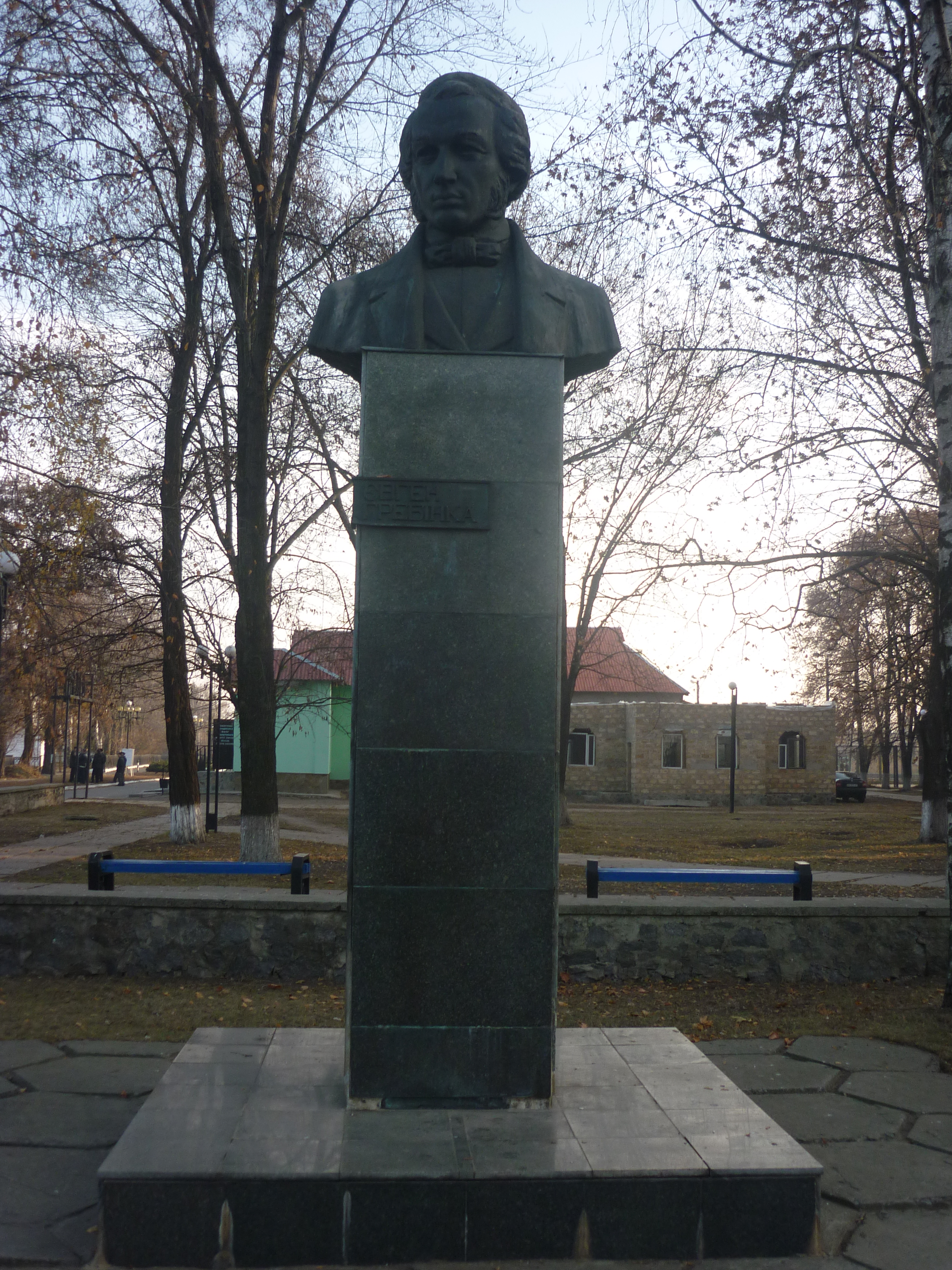
Є. П. Гребінка — на його честь було назване місто. Пам'ятник (2011)

Гребінка — місто районного підпорядкування Полтавської області, центр Гребінківського району. Розташоване на перетині залізниць Москва-Одеса та Харків-Київ, є значним залізничним вузлом. Саме це й передувало утворення власне міста, адже до початку XX століття тут знаходились село Тінь та залізнична станція Петрівка. І лише в 1901 році вони були об'єднанні в єдиний населений пункт, який назвали на честь Євгена Гребінки.

### Давні часи
Згідно з розкопками 1980 року на південній околиці сучасного міста за часів Київської Русі розташовувалось городище, яке входило до складу Переяславського князівства і було його східним прикордонним укріпленням. Воно, ймовірно, було засноване 988 року київським князем Володимиром Святославичем. 1239—1240 років городище було зруйноване татаро-монголами, які йшли на Київ.

### XVII—XVIIIстоліття
Вдруге територія сучасного міста була заселена вже у другій половині XVII століття. Городище входило до складу володінь лубенського полковника Леонтія Свічки. В середині XVIII століття поселення входило вже в склад Пирятинської сотні. На початок XIX століття Городище належало П. А. Свічці, але через борги він мусив продати частину своїх володінь. Як наслідок, частина поселення потрапило до рук поміщика І. А. Горбовського, а частина — до поміщика Стороженка. Саме він переселив з сусідньої Тарасівки сюди селян, які утворили хутір Новосілки. З часом хутір почали називати Нечаївка, пізніше Затінь, і нарешті Тінь.

### XIXстоліття
Станом на 1863 рік Городище було волосним центром Пирятинського повіту, де налічувалось 500 жителів у 83 дворах. Село мало 3 крамниці, тут відбувались 3 ярмарки на рік. В 1898 році маєток поміщика Горбовського орендував підприємець Фіник. На кінець XIX століття в Городищі було вже 2 школи — парафіяльна та земська (перша була розміщена у будинку біля церкви, який зберігся до сьогодні на території школи № 2). В 1895 році через територію сучасного міста проклали залізницю Харків-Київ. В селі Тінь було збудовано залізничну станцію Петрівку. Село при цьому значно розрослось за рахунок залізничних споруд.

### XX століття
В 1901 році станцію та село було об'єднано в селище та перейменовано на честь видатного українського письменника Євгена Гребінки, який народився за 14 км звідси. У пристанційних будинках проживали службовці станції, потяги курсували лише двічі на добу. Селище не мало ані школи ані лікарні, тому жителі звертались за медичною допомогою до сусіднього Пирятина, а діти навчались в сусідньому Городищі.
На початку XX століття Гребінка швидко розростається, особливо після будівництва ширококолійної магістралі 1910 року. Вже в 1911 році тут мешкало вже 540 осіб, діяло 2 парових млини. З роками містечко стало значним залізничним вузлом, здобуло велике економічне та стратегічне значення. 
14-16 березня 1918 року, відбувся Гребінківській бій.
В 1923 році було розформовано Пирятинський повіт та Гребінківську волость, містечко з сусідніми селами увійшли до складу Пирятинського району. В 1920-их роках тут було збудовано клуб, літній театр, 1928 року — електростанцію, утворено ТСОЗ. Виникають промислові підприємства, розвивається соціальна інфраструктура. 1929 року збудовано семирічну школу. Навесні 1930 року в Гребінці засновано колгосп «Ленінський шлях», а в 1933 році — створено МТС. Під час голодомору 1932—1933 років пайки отримували лише залізничники, селяни ж голодували. Сюди ж сходились й селяни із сусідніх сіл. На місці одного із стихійних захоронень сьогодні встановили Меморіал жертвам голодомору.
В 1935 році було збудовано вагоноремонтний пункт, в 1938 — локомотивне депо. Для оперативного керівництва рухом поїздів створено залізничний відділок. Поряд з розвитком транспорту в містечку будуються промислові підприємства — промартіль «Харчпродукт», цегельний завод, артіль побутового обслуговування. З 25 лютого 1935 року Гребінка стає центром району, а з 25 жовтня 1938 року — їй надано статус селища міського типу. В 1941 році в містечку нараховувалось 745 будинків та мешкало 3,2 тисячі осіб.
19 вересня 1941 року Гребінка була окупована німецькими військами. За час окупації в містечку були зруйновані паровозне та вагонне депо, школа, лікарня, багато будинків, до Німеччини було вивезено сотні людей. Опір німцям здійснювали підпільні групи. Гребінка була звільнена рівно через 2 роки після окупації — 19 вересня 1943 року. Після війни почалась відбудова — збудовано нові корпуси локомотивного та вагонного депо, в 1955 році — кінотеатр «Комсомолець», в 1957 — будинок культури залізничників, відкрито пішохідний міст через колії. 30 вересня 1958 року до Гребінки було приєднано село Городище, а 21 листопада 1959 року вона отримала статус міста.